# Бол, Мануте
Ману́те Бол (англ. Manute Bol, 16 октября 1962, Туралей, Вараб — 19 июня 2010, Шарлотсвилл, Виргиния) — суданский и американский баскетболист, наряду с Георге Мурешаном самый высокий игрок в истории НБА. Мастер блок-шотов.
Рост баскетболиста оценивался в 231—232 см, вес же едва превышал 100 кг.

## Биография
Он родился 16 октября 1962 года на юге Судана. Его отец, вождь племени динка, дал ему имя Манут, что означает «Особое благословение».  У Бола не было официальной записи о дате его рождения. В 1985—1994 годах играл в НБА. До прихода в НБА Георге Мурешана был самым высоким игроком лиги. Хотя его результаты и были сравнительно скромны (2,6 очка, 4,2 подбора и 3,3 блок-шота за игру), но он оставил след в сильнейшей баскетбольной лиге мира. За 10 сезонов Мануте Бол играл в четырёх клубах НБА — «Вашингтон Буллетс» (в сезоне 1987/88 играл вместе с самым низкорослым игроком НБА Магси Богзом — 160 см), «Голден Стэйт Уорриорз», «Филадельфия 76» и «Майами Хит». В сезоне 1988/89 Бол был лидером НБА по количеству блок-шотов в среднем за матч.
Бол является единственным баскетболистом НБА, который заблокировал больше бросков, чем набрал очков (2086 блок-шотов и 1599 очков). Кроме того он лидирует в истории НБА по блок-шотам в среднем за 48 минут — 8,6, намного опережая идущего вторым Марка Итона. По блок-шотам в среднем за матч Бол немного уступает Итону (3,34 против 3,50), так как Бол редко проводил на площадке больше половины матча. Бол также входит в топ-20 в истории НБА по общему количеству блок-шотов за карьеру.
После окончания карьеры Мануте Бол работал в благотворительных и правозащитных организациях Судана. Он был госпитализирован в мае из-за тяжёлой болезни кожи (синдром Стивенса-Джонсона). Предположительно кожные осложнения начались из-за лекарств, которые Бол принимал в Судане, когда лечился от заболевания почек. Незадолго до смерти он возвратился в США. Он скончался 19 июня 2010 года, ему было 47 лет. Он похоронен в Южном Судане.

## Статистика

### Статистика в НБА
| Сезон                                                                                    | Команда      | Регулярный сезон | Регулярный сезон | Регулярный сезон | Регулярный сезон | Регулярный сезон | Регулярный сезон | Регулярный сезон | Регулярный сезон | Регулярный сезон | Регулярный сезон | Регулярный сезон | Серия плей-офф | Серия плей-офф | Серия плей-офф | Серия плей-офф | Серия плей-офф | Серия плей-офф | Серия плей-офф | Серия плей-офф | Серия плей-офф | Серия плей-офф | Серия плей-офф |
| Сезон                                                                                    | Команда      | GP               | GS               | MPG              | FG%              | 3P%              | FT%              | RPG              | APG              | SPG              | BPG              | PPG              | GP             | GS             | MPG            | FG%            | 3P%            | FT%            | RPG            | APG            | SPG            | BPG            | PPG            |
| ---------------------------------------------------------------------------------------- | ------------ | ---------------- | ---------------- | ---------------- | ---------------- | ---------------- | ---------------- | ---------------- | ---------------- | ---------------- | ---------------- | ---------------- | -------------- | -------------- | -------------- | -------------- | -------------- | -------------- | -------------- | -------------- | -------------- | -------------- | -------------- |
| 1985/86                                                                                  | Вашингтон    | 80               | 60               | 26,1             | 45,9             | 0,0              | 48,8             | 6,0              | 0,3              | 0,4              | 5,0              | 3,7              | 5              | 5              | 30,4           | 58,8           | -              | 37,5           | 7,6            | 0,2            | 0,6            | 5,8            | 4,6            |
| 1986/87                                                                                  | Вашингтон    | 82               | 12               | 18,9             | 44,6             | 0,0              | 67,2             | 4,4              | 0,1              | 0,2              | 3,7              | 3,1              | 3              | 0              | 14,3           | 40,0           | 0,0            | 0,0            | 3,0            | 0,0            | 0,0            | 1,7            | 2,7            |
| 1987/88                                                                                  | Вашингтон    | 77               | 4                | 14,8             | 45,5             | 0,0              | 53,1             | 3,6              | 0,2              | 0,1              | 2,7              | 2,3              | 5              | 0              | 8,8            | 57,1           | -              | 100,0          | 2,4            | 0,0            | 0,0            | 0,4            | 1,8            |
| 1988/89                                                                                  | Голден Стэйт | 80               | 4                | 22,1             | 36,9             | 22,0             | 60,6             | 5,8              | 0,3              | 0,1              | 4,3              | 3,9              | 8              | 0              | 18,5           | 19,4           | 9,1            | 28,6           | 3,9            | 0,1            | 0,3            | 3,6            | 2,3            |
| 1989/90                                                                                  | Голден Стэйт | 75               | 20               | 17,5             | 33,1             | 18,8             | 51,0             | 3,7              | 0,5              | 0,2              | 3,2              | 1,9              | Не участвовал  | Не участвовал  | Не участвовал  | Не участвовал  | Не участвовал  | Не участвовал  | Не участвовал  | Не участвовал  | Не участвовал  | Не участвовал  | Не участвовал  |
| 1990/91                                                                                  | Филадельфия  | 82               | 6                | 18,6             | 39,6             | 7,1              | 58,5             | 4,3              | 0,2              | 0,2              | 3,0              | 1,9              | 8              | 0              | 13,6           | 50,0           | -              | 66,7           | 2,4            | 0,1            | 0,1            | 1,5            | 3,0            |
| 1991/92                                                                                  | Филадельфия  | 71               | 2                | 17,8             | 38,3             | 0,0              | 46,2             | 3,1              | 0,3              | 0,2              | 2,9              | 1,5              | Не участвовал  | Не участвовал  | Не участвовал  | Не участвовал  | Не участвовал  | Не участвовал  | Не участвовал  | Не участвовал  | Не участвовал  | Не участвовал  | Не участвовал  |
| 1992/93                                                                                  | Филадельфия  | 58               | 23               | 14,7             | 40,9             | 31,3             | 63,2             | 3,3              | 0,3              | 0,2              | 2,1              | 2,2              | Не участвовал  | Не участвовал  | Не участвовал  | Не участвовал  | Не участвовал  | Не участвовал  | Не участвовал  | Не участвовал  | Не участвовал  | Не участвовал  | Не участвовал  |
| 1993/94                                                                                  | Майами       | 8                | 0                | 7,6              | 8,3              | 0,0              | -                | 1,4              | 0,0              | 0,0              | 0,8              | 0,3              | Не участвовал  | Не участвовал  | Не участвовал  | Не участвовал  | Не участвовал  | Не участвовал  | Не участвовал  | Не участвовал  | Не участвовал  | Не участвовал  | Не участвовал  |
| 1993/94                                                                                  | Вашингтон    | 2                | 0                | 3,0              | -                | -                | -                | 0,5              | 0,5              | 0,0              | 0,5              | 0,0              | Не участвовал  | Не участвовал  | Не участвовал  | Не участвовал  | Не участвовал  | Не участвовал  | Не участвовал  | Не участвовал  | Не участвовал  | Не участвовал  | Не участвовал  |
| 1993/94                                                                                  | Филадельфия  | 4                | 0                | 12,3             | 42,9             | -                | -                | 1,5              | 0,0              | 0,5              | 2,3              | 1,5              | Не участвовал  | Не участвовал  | Не участвовал  | Не участвовал  | Не участвовал  | Не участвовал  | Не участвовал  | Не участвовал  | Не участвовал  | Не участвовал  | Не участвовал  |
| 1994/95                                                                                  | Голден Стэйт | 5                | 2                | 16,2             | 60,0             | 60,0             | -                | 2,4              | 0,0              | 0,0              | 1,8              | 3,0              | Не участвовал  | Не участвовал  | Не участвовал  | Не участвовал  | Не участвовал  | Не участвовал  | Не участвовал  | Не участвовал  | Не участвовал  | Не участвовал  | Не участвовал  |
|                                                                                          | Всего        | 624              | 133              | 18,7             | 40,6             | 21,0             | 56,1             | 4,2              | 0,3              | 0,2              | 3,3              | 2,6              | 29             | 5              | 17,1           | 38,6           | 8,7            | 44,4           | 3,8            | 0,1            | 0,2            | 2,7            | 2,8            |
| Наведите курсор мыши на аббревиатуры в заголовке таблицы, чтобы прочесть их расшифровку. |              |                  |                  |                  |                  |                  |                  |                  |                  |                  |                  |                  |                |                |                |                |                |                |                |                |                |                |                |